# Dreyfus-Turm

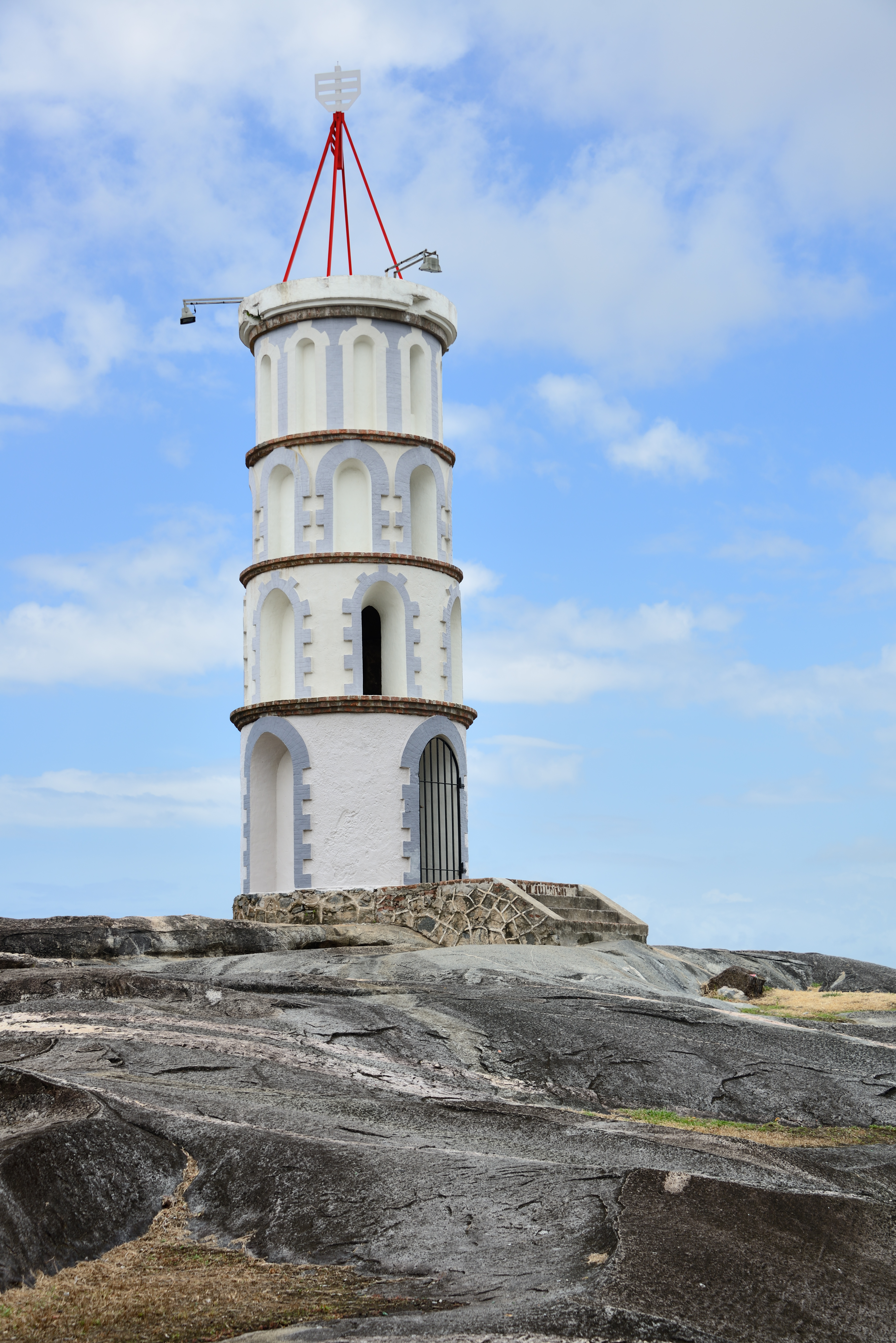
Dreyfus-Turm

Der Dreyfus-Turm ist ein auf einem Felsen an der Küste von Kourou in Französisch-Guayana befindlicher Funkturm.
Der nach Alfred Dreyfus  (1859–1935), dem berühmtesten Insassen der Strafkolonie in Französisch-Guayana benannte Turm wurde im Jahre 1856 eröffnet und diente ursprünglich der Nachrichtenübertragung.
Mit Blick auf das Meer diente er als optischer Telegraf zur Kommunikation mit den Îles du Salut. Die anderen damaligen Gebäude wurden beim Bau des Hotels Les Roches Resort zerstört.
Koordinaten: 5° 9′ 35″ N, 52° 39′ 1″ W